# 곤봉정책

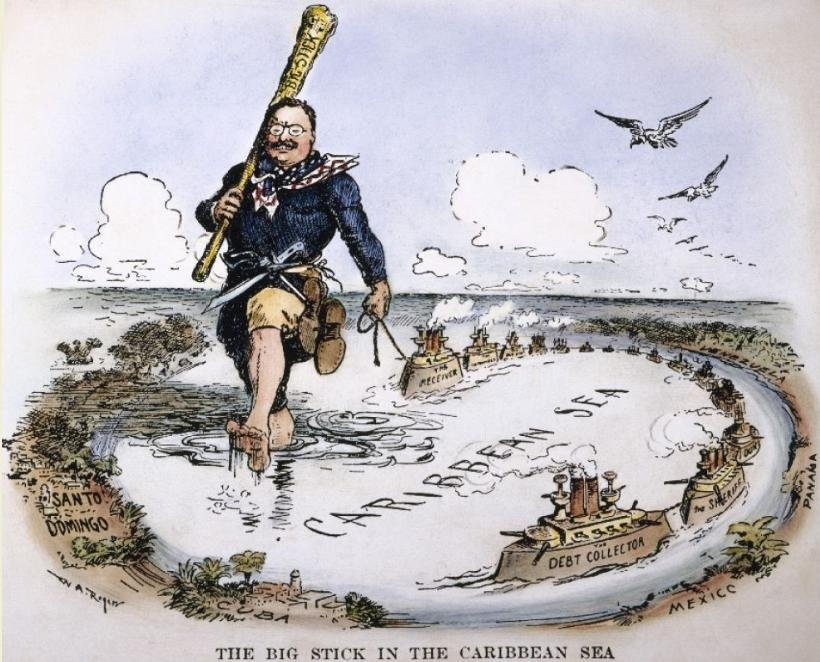

곤봉정책(棍棒政策, Big Stick Diplomacy)는 시어도어 루스벨트 대통령의 대남아메리카 외교 정책이다. 이 정책의 핵심은 미국의 이익을 위해 "곤봉"을 휘두른다는 것이며, 따라서 많은 남아메리카 국가들이 미국에 등을 돌리게 되었다.

## 같이 보기
- 간섭주의